# Sydlig bastardsköldpadda
Sydlig bastardsköldpadda (Lepidochelys olivacea) är en sköldpaddsart som beskrevs av  Johann Friedrich von Eschscholtz 1829. Lepidochelys olivacea ingår i släktet Lepidochelys och familjen havssköldpaddor. IUCN kategoriserar arten globalt som sårbar. Inga underarter finns listade.
Arten fortplantar sig i tropiska och subtropiska regioner av Atlanten, Stilla havet och Indiska oceanen. För födosöket simmar den även fram till tempererade regioner.